# Evald Uggla (1861–1931)
Evald Johan Gregorius Uggla, född den 19 juli 1861 i Marstrand, död den 23 oktober 1931 i Stockholm, var en svensk friherre och militär. Han var dotterson till Gregorius Aminoff, son till Evald Uggla och far till Evald E:son Uggla.
Uggla blev underlöjtnant vid Värmlands fältjägarkår 1881. Han var repetitör vid Krigshögskolan 1888–1891, ordonnansofficer vid 3. arméfördelningens stab 1888–1889 och andre lärare vid Krigsskolan 1894–1897. Uggla blev löjtnant vid kåren 1889 och vid Jämtlands fältjägarregemente 1894 och kapten där 1897. Han övergick till regementets reserv 1902 och beviljades avsked ur krigstjänsten 1903. Uggla blev jourhavande direktör i Livförsäkringsaktiebolaget Thule 1902 och styrelseordförande 1925. Han blev riddare av Svärdsorden 1902 och av Nordstjärneorden 1927. Uggla vilar på Norra begravningsplatsen utanför Stockholm.